# La fábula de Narciso

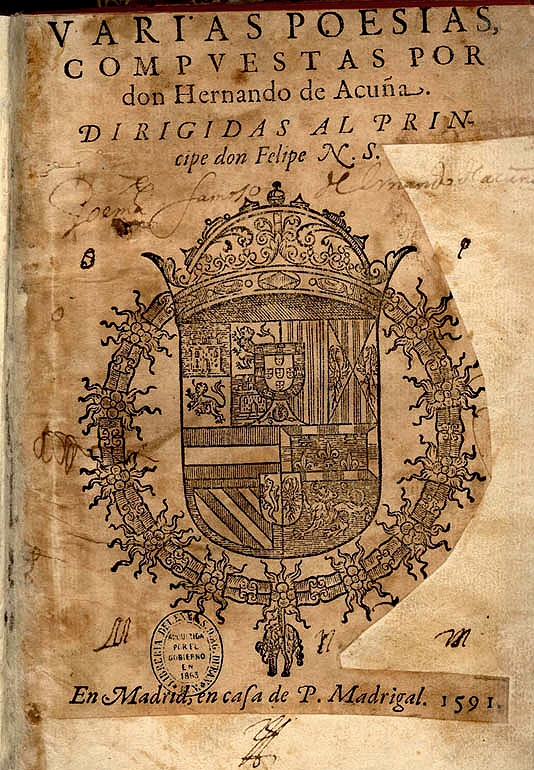
Strona tytułowa tomu wierszy Hernanda de Acuña

La fábula de Narciso (Bajka o Narcyzie) – poemat renesansowego hiszpańskiego poety Hernanda de Acuña (1520-1580). Utwór jest napisany oktawą (abababcc). Składa się z dziewięćdziesięciu dwóch strof.
Si un bajo estilo y torpe entendimiento
do, señora, llegó mi pensamiento,
y tuviera en esto igual ventura,
pudiera yo contar lo que es sin cuento,
dando a vuestro valor y hermosura
seguridad, cual nadie la ha tenido,
de la ofensa del tiempo y del olvido.